# Friedrich Wilhelm Korff
Friedrich-Wilhelm Korff (* 29. Dezember 1939 in Hohenlimburg) ist ein deutscher Philosoph und Schriftsteller.

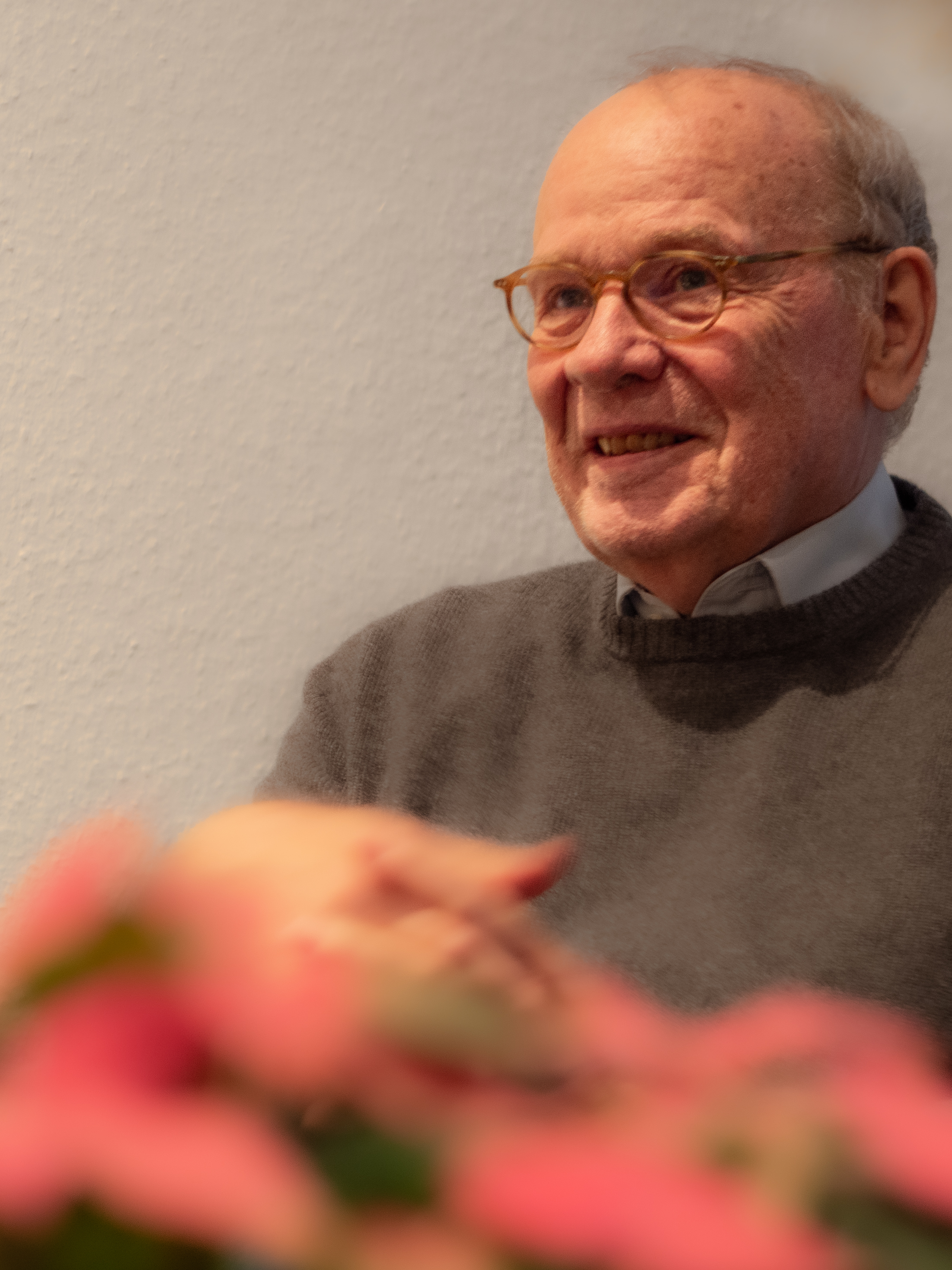
Friedrich Wilhelm Korff, Vortrag im Studio Artistico im Rahmen von Treffpunkt Ästhetik 2016

## Leben
Friedrich Wilhelm Korff entstammt einer Arztfamilie. Nach einem Studium der Germanistik und Philosophie an den Universitäten Basel und Heidelberg wurde er 1967 in Basel zum Doktor der Germanistik promoviert. 1974 folgte die Habilitation an der Technischen Universität Hannover. Ab 1978 lehrte er als außerordentlicher und ab 1980 als ordentlicher Professor Philosophie an der Universität Hannover; seine Spezialgebiete sind die Philosophie der Antike und des 19. Jahrhunderts. Neben seiner wissenschaftlichen Tätigkeit ist Korff auch als Verfasser von erzählenden Werken und Essays hervorgetreten. 1982 nahm er am Ingeborg-Bachmann-Wettbewerb in Klagenfurt teil.
Ab 1985 Forschung über Platons Musiktheorie. Die im Wissenschaftskolleg zu Berlin gewonnenen Erkenntnisse über die Akustik des Propellerdrehklangs führen zur Identifikation harmonischer Frequenzzahlen (Obertonreihe) in den "Nomoi" von Platon und diese unmittelbar zu den Proportionen der Klänge in den Pyramidenneigungen.
Nebenberufliche Tätigkeiten: Testpilot und Mitbegründer des "Deutschen Ultraleichtflugverbandes" (DULV). Der Umwelt verpflichtete Entwicklung leiser Ultraleichtflugzeuge (leiser Propeller 1985 an der TU Berlin). Freier Mitarbeiter bei der FAZ ("Technik und Motor", ab 1998 Fahrberichte über Brennstoffzellenfahrzeuge NECAR 1-4 der Firma Daimler). Ab 2003 Entwicklung eines Flugzeugs, Antrieb zuerst mit Dieselmotor und dann mit Brennstoffzelle geplant (s. Internet "dokeo" ab 2008).
Korff lebt heute in Hannover.

## Ehrungen und Auszeichnungen
- 1984 Förderpreis zum Hermann-Hesse-Preis
- 1985 Niedersächsischen Kunstpreis für Literatur
- 1985 Fellow des Berliner Wissenschaftskollegs.

## Sonstiges
In einer Arbeit von 2008 behauptet Korff, das Bauprinzip der altägyptischen Pyramiden enträtselt und damit den fundamentalen Beitrag zur Pyramidenforschung geliefert zu haben. Während führende Ägyptologen das Werk ernst nehmen, lehnen einige die Thesen Korffs ab.

## Werke
- Diastole und Systole: Zum Thema Jean Paul und Adalbert Stifter, Francke, Bern 1969
- Der Katarakt von San Miguel, 24 Geschichten, Rogner und Bernhard, München 1974, ISBN 978-3-8077-0028-1
- Manfred Freiherr von Richthofen. Der Rote Kampfflieger, Matthes & Seitz: München 1977, ISBN 978-3-88221-004-0
- Drachentanz: Ein Fliegerbuch, München [u. a.] 1984, ISBN 978-3-548-20402-4
- Der komische Kierkegaard, Stuttgart-Bad Cannstatt: Frommann-Holzboog 1982, ISBN 978-3-7728-0835-7
- Auswege: Erzählungen, Ullstein Verlag, Frankfurt/M. Berlin Wien, 1985, ISBN 978-3-548-20556-4
- Der Philosoph und die Frau, Klöpfer und Meyer, Tübingen, 1995, ISBN 978-3-931402-29-7; Reclam, Leipzig, 2000, ISBN 978-3-379-01691-9
- Der Klang der Pyramiden: Platon und die Cheopspyramide, Georg Olms Verlag, Hildesheim, 2008, ISBN 978-3-487-13539-7
- Das musikalische Aufbauprinzip der ägyptischen Pyramiden: ein Nachruf auf die zeitgenössische deutsche Ägyptologie, Georg Olms Verlag, Hildesheim, 2015, ISBN 978-3-487-08567-8
- Die Rache der alten Ägypter. Erdbeben in der Pyramidologie. Der Weg zum Feststellen exakter Abmessung der Cheopspyramide und der von 29 ägyptischer Pyramiden geht von der Nay-Flöte aus. Wiedergefundene Musikalität in der Neigung der Pyramiden, Georg Olms Verlag, Hildesheim, 2021.

## Herausgeberschaft
- Redliches Denken. Festschrift Gerd-Günther Grau zum 60. Geburtstag, Stuttgart-Bad Cannstatt 1981
- Celsius, Gegen die Christen, Matthes & Seitz, München, 1984
- Historisches Wörterbuch der Rhetorik, Tübingen, 1992 (Mithg)
- Wider den absoluten Anspruch: Gerd-Günther Grau zum 75. Geburtstag, Königshausen und Neumann, Würzburg 1998, ISBN 978-3-8260-1546-5